# Сански-Мост
Сански-Мост (серб. Сански Мост / Sanski Most) — город, центр одноимённой общины в Федерации Боснии и Герцеговины (Босния и Герцеговина). Расположен на реке Сане между Приедором и Ключем, в Унско-Санском кантоне.

## География
Община и город Сански-Мост располагаются в историческом регионе Боснийская Краина на середине реки Сана. С запада от общины располагается гора Грмеч, с востока — горы Мулеж и Бехремагиница. Там протекают восемь крупных рек, не считая Саны: Саница, Дабар, Здена, Блиха, Майданска-Риека, Япра, Сасинка и Козица. Несколько небольших рек являются притоками Саны. Регион отличается тем, что в селе Илица близ горы Мулеж протекает пропитанная радиацией река, вода которой обладает лечебными свойствами. В общине есть несколько больших пещер, в числе которых известны Хрустовацкая и Дабарская пещеры. Преобладает центральноевропейский климат.

## Население
По состоянию на 1991 год в 75 городах общины проживали 60307 человек.
| Население общины Сански-Мост |                  |                  |                  |
| год переписи                 | 1991             | 1981             | 1971             |
| Боснийцы                     | 28,136 (46,65 %) | 27,083 (43,35 %) | 24,839 (39,99 %) |
| Сербы                        | 25,363 (42,05 %) | 26,619 (42,61 %) | 30,422 (48,98 %) |
| Хорваты                      | 4,322 (7,16 %)   | 5,314 (8,50 %)   | 6,307 (10,15 %)  |
| Югославы                     | 1,247 (2,06 %)   | 2,772 (4,43 %)   | 195 (0,31 %)     |
| Другие нации                 | 1,239 (2,05 %)   | 679 (1,08 %)     | 339 (0,54 %)     |
| Итого                        | 60,307           | 62,467           | 62,102           |

Национальный состав в границах общины по состоянию на 1991 год был следующим:
- Општина Сански-Мост: итого 55146 чел.
  - Боснийцы — 27841 (50,48 %)
  - Сербы — 22100 (40,07 %)
  - Хорваты — 2840 (5,14 %)
  - Югославы — 1170 (2,12 %)
  - Другие нации — 1195 (2,19 %)
- Општина Оштра-Лука (сербская территория общины Сански-Мост): итого 5161 чел.
  - Сербы — 3263 (63,22 %)
  - Хорваты — 1482 (28,71 %)
  - Боснийцы — 295 (5,71 %)
  - Югославы — 77 (1,49 %)
  - Другие нации — 44 (0,87 %)

## Краткая история
Поселения на территории общины существовали ещё со времён Римской империи. Первое поселение датируется 820 годом от Рождества Христова, которое носило имя Лука. Сам город Сански-Мост впервые упоминается в 1244 году под названием Зана. При османском владычестве город входил в Боснийский санджак, в 1878 году Австро-Венгрия после Берлинского трактата аннексировала город. В годы Второй мировой войны оказался в составе жупани Сана-Лука; в городе была сильна партизанская деятельность среди боснийцев-антифашистов, там состоялся второй съезд Боснийского и Герцеговинского антифашистского вече народного освобождения с 30 июня по 2 июля 1944.
В годы Боснийской войны община была под контролем войск Республики Сербской с весны 1992 по 1995 годы. Сербские войска в ответ на убийство мирных сербов безжалостно расправлялись с боснийцами и изгоняли их из домов. В октябре 1995 года город был отбит армией Боснии и Герцеговины незадолго до конца войны. Вся община оказалась в составе Федерации Боснии и Герцеговины, однако в 2004 году по требованию Республики Сербской боснийцы уступили сербам Оштру-Луку.

## Достопримечательности города и особенности общины
Согласно Энциклопедии Югославии от 1968 года, в общине располагались многочисленные предприятия деревообрабатывающей промышленности, заводы по производству кирпичей, электростанции, табачные склады и угольные шахты в Каменграде. В городах велось активное строительство, через Сану проходила узкоколейная железная дорога Приедор-Дрвар-Личка Калдрма. Боснийская война привела к тотальному запустению большей части страны, вследствие чего восстановление региона продолжается и по сей день. В общине Сански-Мост располагается семь начальных школ и три средние школы: гимназия Сански-Мост, гимназия МСШ и школа Санус Футурум.
В городе Сански-Мост есть православная церковь и мечеть, также там располагаются штаб-квартиры благотворительных организаций «Центр по строительству мира» и «Феникс-Центр». Сански-Мост известен сетью ресторанов, кафе и закусочных, там работает радиостанция «Radio Sana» на частоте 103,7 FM. Что касается спортивной жизни, то там базируется футбольный клуб «Подгрмеч», играющий во Второй лиге. Ещё ранее в 1985 году там был основан женский баскетбольный клуб «Сана», который был самым успешным в Югославии. В 1995 году клуб прекратил своё существование.

## Уроженцы общины
- Мехмед Алагич
- Амир Казич Лео
- Амир Талич
- Исмет Куртович
- Сенияд Ибричич

## Галерея

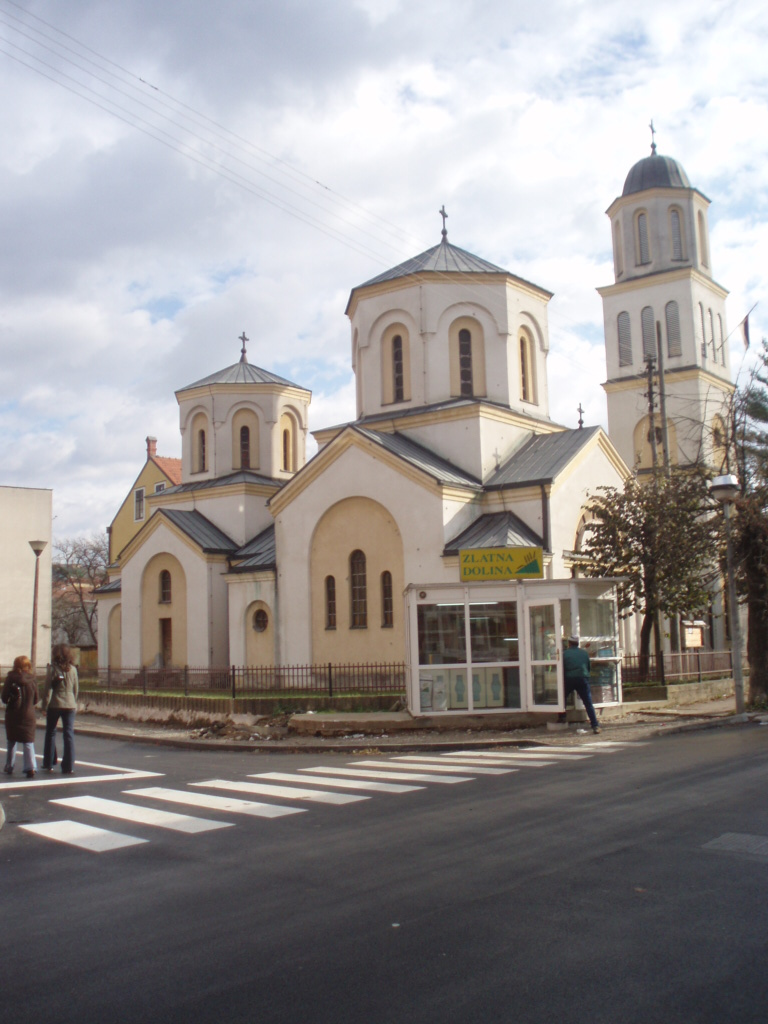
Православная церковь
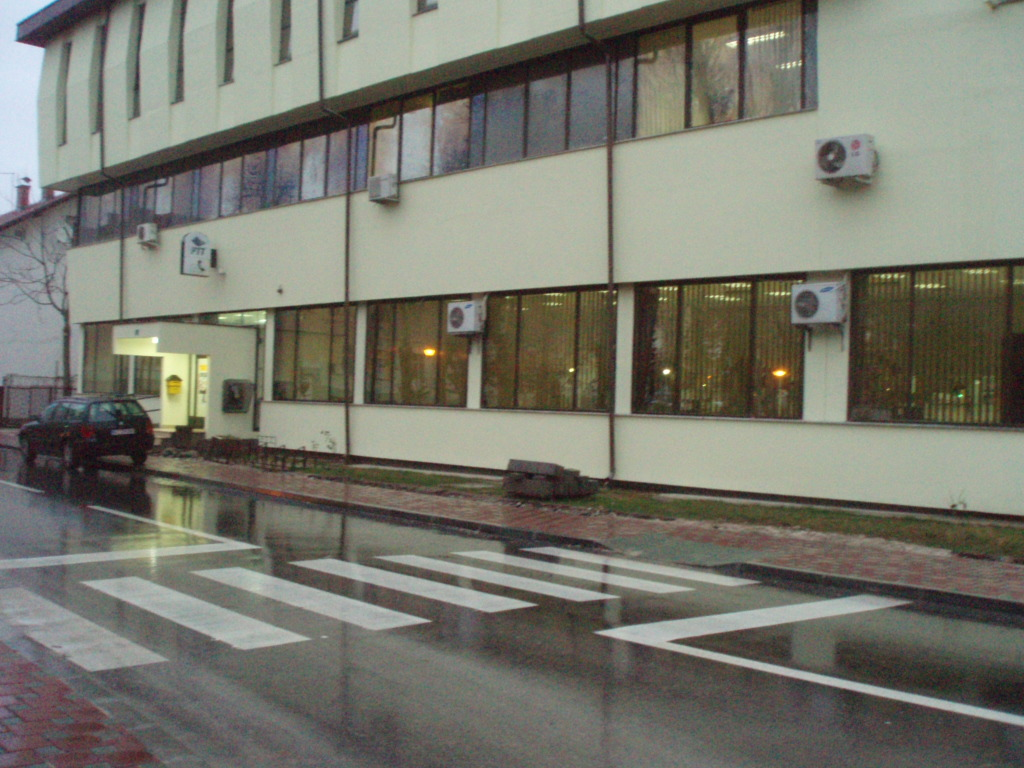
Здание почты
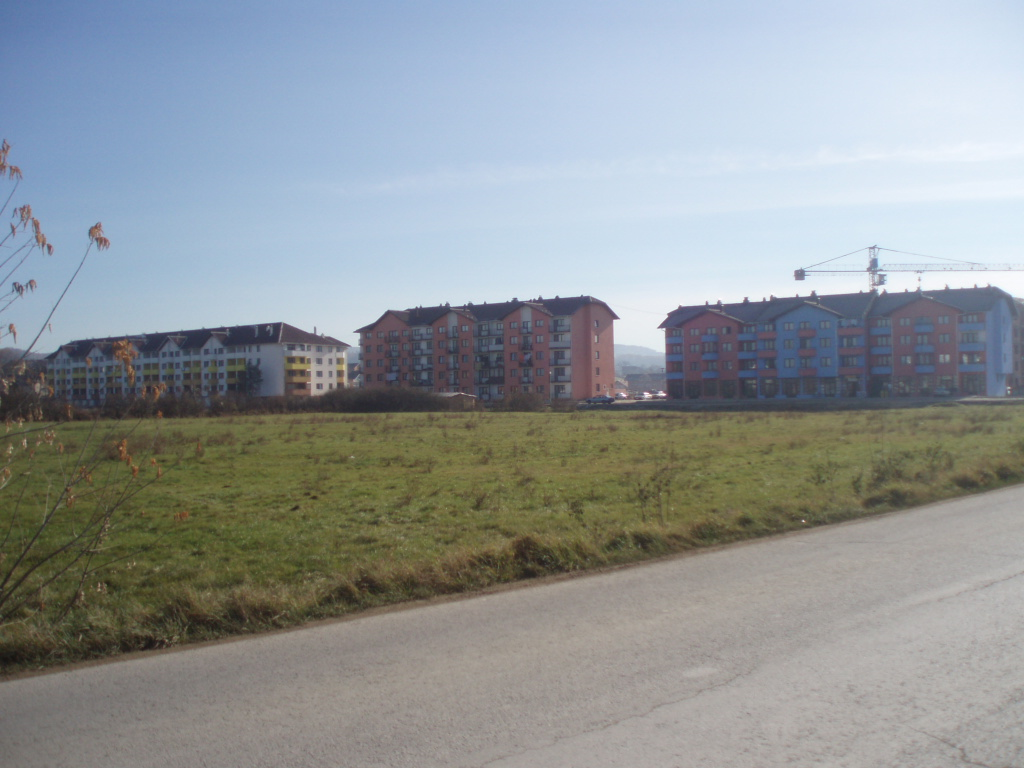
Новостройки
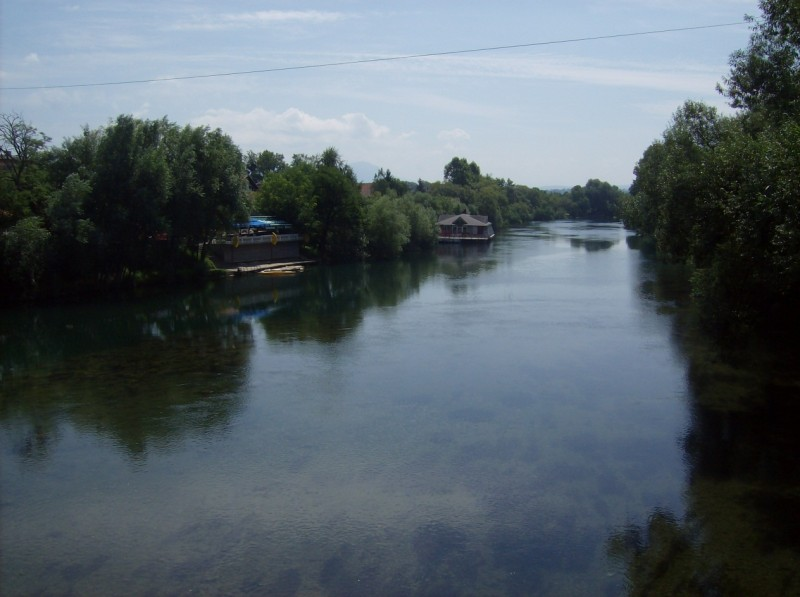
Река Сана
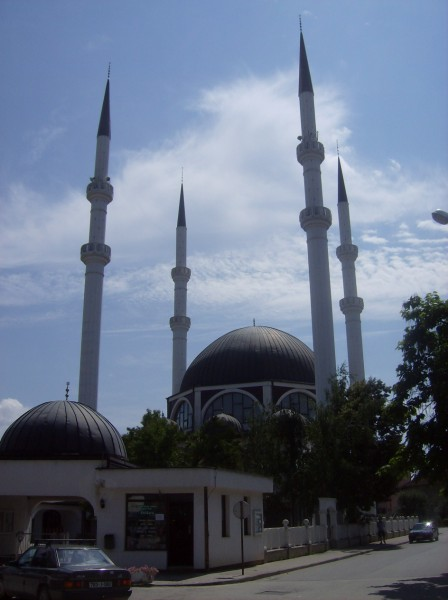
Хамзибегова мечеть
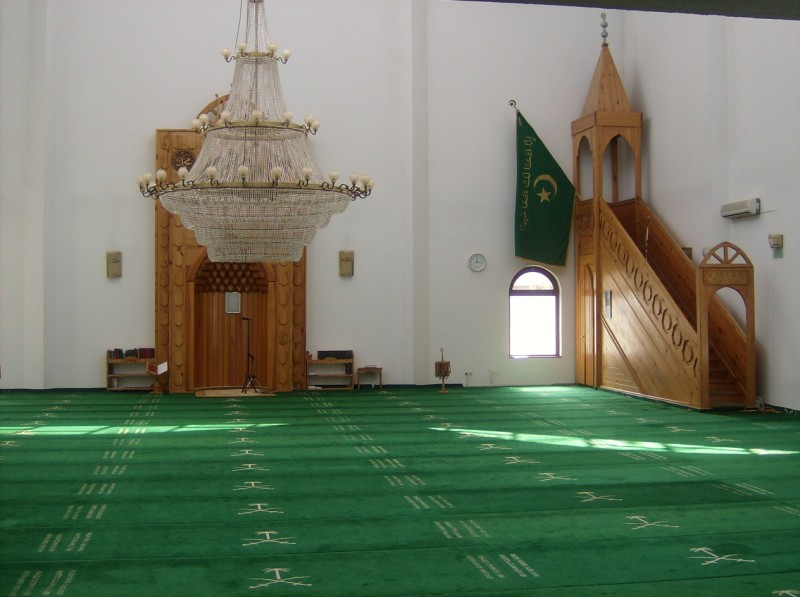
Хамзибегова мечеть
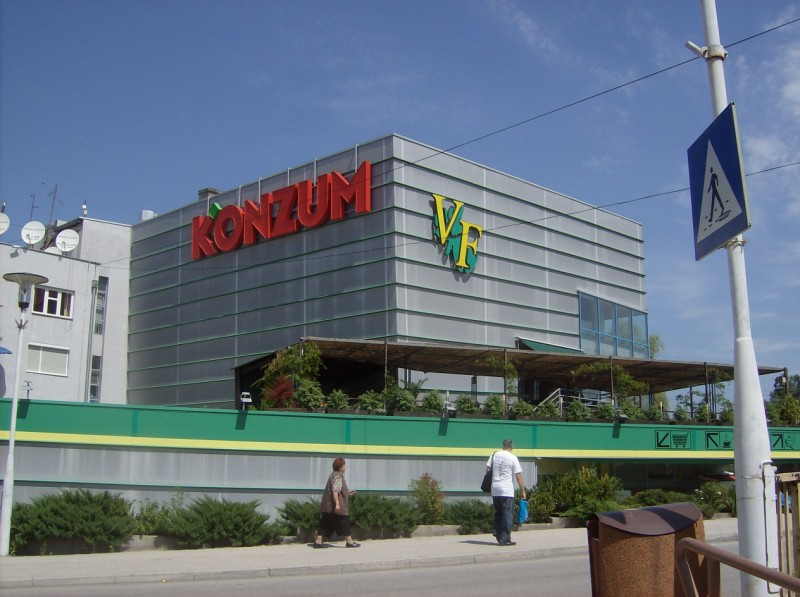
Хорватский супермаркет «Конзум»
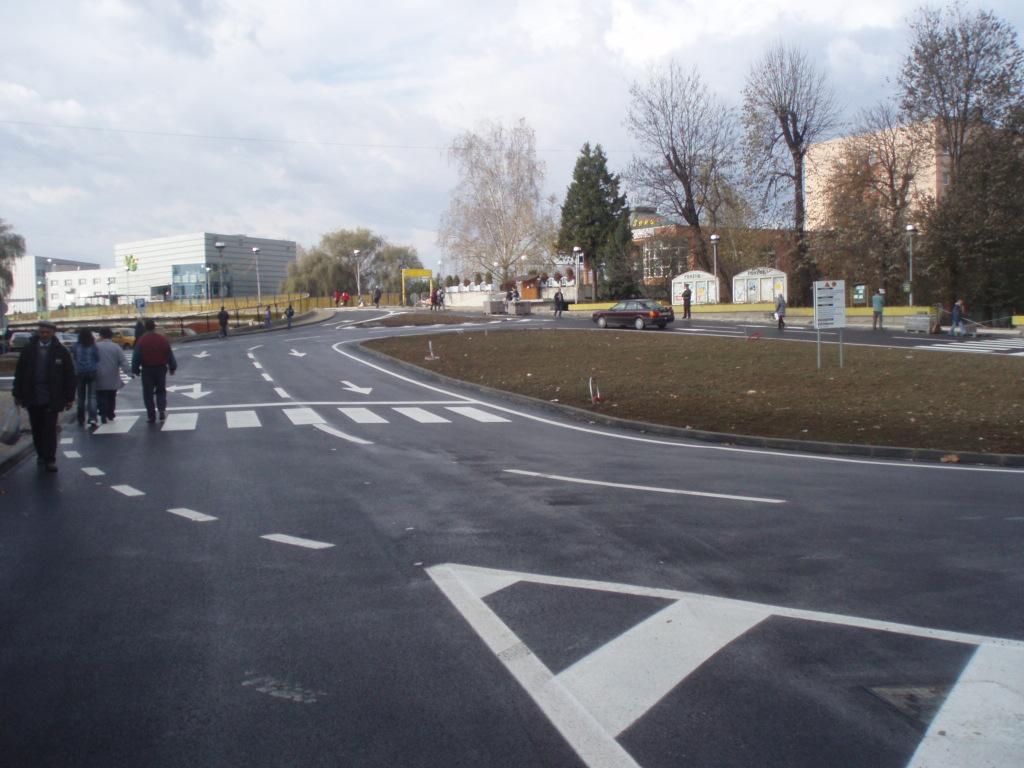
Городская площадь